# Fédération des étudiants et étudiantes du centre universitaire de Moncton
 (octobre 2013).
 (avril 2016).
- Si vous ne connaissez pas le sujet, laissez ce bandeau (vous pouvez alors contacter les auteurs).
- Si vous supprimez le contenu mis en cause (vous pouvez préalablement contacter les auteurs),

argumentez précisément cette suppression dans la page de discussion
(un manque de référence n'est pas un argument ; une recherche réelle de référence doit avoir été effectuée, être formellement documentée).
La Fédération des étudiants et étudiantes du Centre universitaire de Moncton (FÉÉCUM) est une association étudiante représentant les droits et intérêts de la population étudiante de l’Université de Moncton, campus de Moncton (UMCM), au Nouveau-Brunswick. 

## Description
Incorporée en 1969 sous le nom de Fédération des étudiants de l’Université de Moncton (FÉUM) et portant ce nom jusqu’en 1987, la FÉÉCUM représente plus de 4 000 membres. Entité distincte de l’Association générale des étudiants et étudiantes de l’Université de Moncton, campus d’Edmundston (AGÉÉUMCE), et l’Association des étudiantes et étudiants de l’Université de Moncton, campus de Shippagan (AÉUMCS), la FÉÉCUM est la plus grande association étudiante francophone de la province du Nouveau-Brunswick[réf. nécessaire].
La FÉÉCUM se consacre depuis ses débuts à l’amélioration de la condition étudiante et de l’accessibilité aux études post-secondaires au Nouveau-Brunswick. Ses activités ne se limitent cependant pas aux causes étudiantes, et la FÉÉCUM s’occupe dans diverses causes sociales, économiques, écologiques et politiques affectant la population étudiante francophone (et acadienne) du Nouveau-Brunswick, de même que sa population au sens large[réf. nécessaire].

## Historique
Dès la fondation de l’Université de Moncton, qui reçoit sa Charte en 1963, est mise en place l’Association des étudiants de l’Université de Moncton (AÉUM). Mais rapidement l’insatisfaction de la population étudiante envers l’AÉUM pousse à la création d’une nouvelle association, plus militante et engagée. C’est ainsi que la FÉUM voit le jour, en 1969, dans la mouvance d’une période marquée par les revendications étudiantes partout à travers le monde. Depuis ses tout débuts, la FÉUM/FÉÉCUM se dévoue au combat pour une meilleure accessibilité aux études postsecondaires, avec tous les dossiers que cela peut englober.

### Les débuts: les années 1960
En 1968, des révoltes estudiantines secouent l’Europe, le Japon et l’Amérique du Nord. Au Nouveau-Brunswick, sous le gouvernement libéral de Louis J. Robichaud et suivant l’impulsion de son programme «Chances égales pour tous», c’est l’époque où les inégalités entre les régions riches (urbaines, industrialisées) et pauvres (rurales, peu développées) de la province  sont mises en lumière, et par ricochet, l’inégalité entre les communautés de langue anglaise et française. Les francophones, en effet, y sont le plus souvent résidents de régions pauvres, et ne bénéficient pas de droits linguistiques uniformes dans les régions plus peuplées de la province, dont à Moncton, où se trouve la seule université de langue française de la province.
C’est dans ce contexte que se crée ce qui deviendra en 1969 la FÉUM. À l’origine la Fédération ne compte qu’un seul poste, celui de secrétaire général, occupé par Paul-Eugène LeBlanc. En 1968 l’Université de Moncton, sous-financée par le gouvernement provincial, annonce une augmentation des droits de scolarité qui pousse les étudiants à voter à 84 % en faveur d’une grève, qui sera déclenchée le 12 février. Suivra une marche sur Fredericton, la capitale provinciale, regroupant 3 000 étudiants de l’Université de Moncton, du Collège de Bathurst et de la University of New Brunswick. On y réclame un gel des droits de scolarité, un meilleur système d’aide financière et un financement adéquat pour l’Université de Moncton, qui accuse un important retard comparativement aux universités anglophones du fait de sa fondation récente.
Deux moments en particulier marqueront cette grève, qui a duré neuf jours, à Moncton : d’abord, l’occupation du pavillon des Sciences de l’Université de Moncton par les étudiants (à laquelle l’AÉUM s’est par ailleurs opposée) menés par un comité formé de Michel-Vital Blanchard et de l’équipe du journal étudiant, et ensuite la confrontation entre les étudiants et le maire francophobe de Moncton, Leonard Jones. Le soir du 14 février 1968, 2000 étudiants marchent sur le centre-ville de Moncton pour obtenir la reconnaissance officielle du français dans l’administration de la ville, à 40 % francophone, ce que le maire Jones et ses conseillers refuseront catégoriquement. Plus tard le même soir des étudiants déposent une tête cochon (symbole de son entêtement) sur le perron de son domicile
Ces deux moments sont immortalisés dans le film de Michel Brault et Pierre Perrault, L'Acadie, l'Acadie.
Il faut comprendre que la querelle a rapidement dépassé la question des droits de scolarité pour s’élargir à l’inégalité entre les deux communautés linguistiques et au problème du sous-développement de l’Acadie.

### La lutte se poursuit: les années 1970
En mai 1975, le gouvernement conservateur de Richard Hatfield apporte une réforme au programme de prêts et bourses qui oblige les étudiants à emprunter un minimum de 1 400 $ pour être admissible à une bourse de 1 000 $. Une bourse additionnelle de 400 $ pouvait être octroyée aux étudiants démontrant un grand besoin financier. Rapidement dénoncée par l’Atlantic Federation of Students (AFS), la réforme s’attire également les foudres de l’AÉUM, qui organise le 17 septembre une journée de sensibilisation étudiante au pavillon des Sciences. L’effort résulte en une série de recommandations qui sont envoyées au ministre de la Jeunesse de l’époque, Jean-Pierre Ouellet.
En l’absence d’une réponse du ministre, la FÉUM tient une deuxième journée d’étude, le 16 octobre, où le ministre est convié à se présenter et à répondre aux questions de la population étudiante. Les réponses du ministre s’avèrent insatisfaisantes, et la FÉUM soumet par la suite un ultimatum au gouvernement Hatfield concernant un remaniement du système de prêts et bourses, que le premier ministre rejette. Le vote de grève proposé en réponse par la FÉUM est battu par une faible majorité et un autre vote décide de tenir une manifestation à l’édifice du Centenaire, à Fredericton, siège du gouvernement provincial.
La manifestation est prévue pour le 22 janvier 1976. Le premier jour, peu d’étudiants se présentent en raison d’une tempête de neige et du faible nombre d’étudiants anglophones qui répondent à l’invitation de la FÉUM, mais le second jour, les étudiants de Moncton reviennent à la charge, cette fois avec plus de 500 membres de la FÉUM déterminés à occuper l’édifice. Deux étudiants sont nommés comme négociateurs auprès du gouvernement provincial, Gilles Beaulieu et Camille McLaughlin. Au cours des onze jours que durera l’occupation, ces deux derniers rencontrent le ministre Ouellet et le premier ministre Hatfield, ainsi que le Conseil du Trésor à plusieurs reprises, qui leur répondent tous que le gouvernement manque de fonds pour améliorer la situation. Les étudiants sont expulsés de l’édifice du Centenaire le 8 février, de façon parfois violente.
Un comité tripartite est ensuite formé, sous les pressions renouvelées des étudiants, qui produit en mars 1976 un rapport suggérant de fixer une limite à l’endettement des étudiants et de mettre en place un plan de réduction de l’endettement étudiant. Insatisfaits des mesures proposées, 300 étudiants manifestent le 22 octobre 1976, jour de l’inauguration officielle du Centre d’éducation physique et sportive (CEPS) de l’Université de Moncton, à laquelle le premier ministre Hatfield est présent. Les étudiants, outre leurs revendications liées au programme de prêts et bourses, revendiquent un traitement plus équitable de la minorité acadienne.
Début 1979, l’annonce de changements à la loi C-14 limitant l’accès des étudiants à l’assurance-emploi, de pair avec une hausse des droits de scolarité et des frais de logement, pousse les étudiants à organiser une marche pour sensibiliser la population à la situation étudiante. Le 30 janvier, 450 d’entre eux descendent dans les rues de Moncton, s’arrêtant dans les bureaux de Radio-Canada, du journal l’Évangéline, de l’Assomption, et des bureaux de l’assurance-emploi  pour rallier la société entière à la cause étudiante. Quelques étudiants tentent de remplacer un drapeau flottant devant l’hôtel de ville par le drapeau acadien.
Lorsque la marche se termine à l’Université de Moncton, le vice-recteur Médard Collette confirme aux étudiants le maintien de l’augmentation : une réunion le soir même voit quelque 500 étudiants demander un vote général pour une occupation de deux jours du CEPS. Les 1563 étudiants qui se prononcent sur la question rejettent la mesure de justesse, à 53,4 % des voix. Malgré tout, le 5 février, un groupe de 350 étudiants décide de tenir des journées d’étude au CEPS, suivies de la formation d’un comité exigeant que l’éducation postsecondaire soit reconnue comme un droit. La masse étudiante, par contre, considère un changement de méthode suivant l’échec de l’Occupation de 1976 et du vote de 1979.

### L’adoucissement des mœurs: les années 1980
Au début des années 1980, aux prises avec une condition étudiante (et surtout de l’accessibilité au postsecondaire) qui se détériore en contexte de récession, la FÉUM tâche d’organiser ses dossiers pour dépasser la spontanéité qui a jusqu’alors caractérisé le mouvement étudiant à l’Université de Moncton, et qui en explique, selon les leaders étudiants de l’époque, la faiblesse.
Les frictions entre la FÉUM et le recteur de l’époque, Gilbert Finn, sont fréquentes au cours de son mandat à la tête de l’institution qui s’étend de 1981 à 1985. Quand Finn annonce une hausse de 20 % des droits de scolarité pour 1981-1982, la FÉUM dénonce publiquement la mesure sans précédent, et lance une campagne de sensibilisation. Une marche symbolique a lieu sur le campus tôt en mars 1982 : 400 étudiants y participent et terminent leur périple dans le bureau du recteur Finn, absent.
Le 23 mars 1982, une délégation de Moncton répond à l’invitation des étudiants de l’Université du Nouveau-Brunswick (UNB) et participe à une manifestation à l’ouverture de l’Assemblée législative. Le millier d’étudiants présent essuie la rebuffade du gouvernement Hatfield et réagit en déclarant « la mort de l’éducation post-secondaire ». Le besoin d’une action concertée des étudiants de la province et du pays dans le but d’améliorer la situation est constaté.
Au campus de Moncton, la FÉUM organise une manifestation à la réunion du Conseil des gouverneurs de l’institution, où elle compte déposer un mémoire sur le gel des droits de scolarité. Cependant, la réunion ayant changé de lieu sans préavis, lorsque le groupe de 60 étudiants parvient enfin à rencontrer le recteur, ce dernier les informe que la hausse prévue dépassera probablement les 15 %.
Furieux, les étudiants votent en faveur de l’occupation du pavillon Léopold-Taillon, siège de l’administration de l’Université de Moncton. Le soir du 4 avril plus d’une centaine d’étudiants s’infiltrent dans le bâtiment par les portes du Kacho, le bar étudiant situé au sous-sol de l’édifice. Des barricades sont érigées sur le campus dès le lendemain matin par les étudiants, qui formulent également leurs demandes : un gel des droits de scolarité et le maintien des services aux étudiants. De 250 à 300 étudiants à la fois occupent le bâtiment, et les réunions générales tenues deux fois par jour attirent près de 1000 manifestants. Le recteur refuse de négocier avec les étudiants.
Le matin du 6 avril la police intervient pour enlever les barricades, et procède à au moins une arrestation. Le recteur accepte de rencontrer une délégation de 4 étudiants, qui exigent une rencontre extraordinaire du Conseil des gouverneurs pour voter le gel des droits de scolarité dans un délai de 24 heures. La réunion exigée n’a pas lieu le lendemain et les étudiants rompent les négociations jusqu’à ce que cette-ci ait lieu. Les étudiants poursuivent l’occupation, malgré une alerte à la bombe.
Le 11 avril, après une semaine d’occupation, les forces antiémeutes expulsent les étudiants de l’édifice. 27 étudiants seront arrêtés au cours de l’expulsion, dont 17 se verront refuser l’admission à l’Université de Moncton l’année suivante; la secrétaire générale de la FÉUM, Brenda Côté, est du nombre. Seize des étudiants expulsés feront appel, et neuf seront réadmis sous condition de ne pas participer aux associations étudiantes. Les expulsions ne seront levées par l’Université que deux ans plus tard.
Entre 1984 et 1987 la FÉUM, sous la présidence de Bernard Lord, traverse une période marquée par un virage diplomatique, un resserrement des liens avec l’administration de l’Université et une préférence pour le lobbying auprès du gouvernement provincial. La stabilité financière des étudiants devient l’enjeu prédominant, et le dossier est conduit de pair avec les autres associations étudiantes de la province au sein de l’Alliance des étudiants du Nouveau-Brunswick (AÉNB) nouvellement formée.
En 1988, la FÉUM devient la FÉÉCUM. En 1989, après cinq ans de silence, les étudiants manifestent pour un gel des droits de scolarité. 800 d’entre eux, en réponse à l’intransigeance du recteur Louis-Philippe Blanchard sur la question des droits de scolarité, se massent devant le pavillon Léopold-Taillon, sans résultat. L’année suivante, 400 étudiants répètent la manœuvre, avec le même résultat.

### Du silence à la violence: les années 1990
À l’automne 1990 commence la mandat de Jean-Bernard Robichaud à titre de recteur. La FÉÉCUM donne la chance au coureur, qui a promis de limiter l’augmentation des droits de scolarité au taux d’inflation, et cesse ses activités revendicatrices de 1989-1990. Entre 1992 et 1995 la FÉÉCUM accepte trois hausses des droits de scolarité afin de démontrer sa bonne foi et sa volonté de collaborer avec l’administration.
L’annonce de la Réforme Axworthy, qui réduit drastiquement le financement fédéral aux institutions universitaires, sort la FÉÉCUM de son mutisme. Le 18 janvier 1995, la FÉÉCUM exige un moratoire d’un an sur la réforme pour permettre de tenir des consultations sur son impact. Suit une manifestation tenue dans le cadre d’une journée d’action nationale de la Fédération canadienne des étudiants et étudiantes (FCÉÉ), le 25 janvier. Plus de mille personnes répondent à l’appel de la FÉÉCUM, qui monte un «cortège funèbre» marquant la mort de l’éducation post-secondaire. La marche se termine au bureau du député fédéral George Rideout, où la FÉÉCUM dépose un mémoire détaillant l’impact négatif à long terme de la réforme.
En décembre 1997, une hausse des droits de scolarité de 10 % est mise de l’avant par le Conseil des gouverneurs. Plusieurs étudiants exigent une manifestation, mais la FÉÉCUM opte pour la tenue d’un Forum sur le financement des études post-secondaires. Ouvert le 26 février et regroupant huit organismes acadiens et soixante délégués, mais peu d’étudiants, le Forum ne soulève cependant pas l’enthousiasme de la population étudiante.
Le 25 mars suivant, 700 étudiants manifestent dans les rues de Moncton contre la hausse prévue par le Conseil des gouverneurs. En terminant leur marche au CEPS ils remettent une pétition de 3 000 signatures à la haute-administration de l’Université de Moncton. Le recteur rejette la responsabilité de la situation étudiante sur le programme provincial de prêts et bourses et la hausse est inscrite au budget comme prévu.
L’année suivante, un groupe d’activistes étudiants forment le Mouvement étudiant pour la défense de l’éducation (MÉDÉ) qui exige du gouvernement une augmentation des subventions aux universités suivie d’un gel des droits de scolarité. Se distançant du lobbying de la FÉÉCUM, le MÉDÉ adopte des méthodes plus radicales comme les manifestations et les mouvements de masse. Leur premier geste est de réunir des centaines d’étudiants au pavillon Rémi-Rossignol (Sciences) de l’Université de Moncton pour annoncer les objectifs du Mouvement; le jour même l’administration de l’Université annonce son intention de demander une hausse des subventions.
Mars 1998 est marqué par plusieurs alertes à la bombe sur le campus de l’Université de Moncton, toutes adressées au bureau du recteur Jean-Bernard Robichaud. La principale demande des responsables est la révocation de l’augmentation des droits de scolarité. Rien ne lie directement ces alertes au MÉDÉ, mais la FÉÉCUM affirme son opposition à de telles méthodes.
Une AGA extraordinaire est appelée par la FÉÉCUM à la demande du MÉDÉ (appuyé par près de 600 étudiants) à la fin novembre, où se tient une discussion sur le financement des universités et les moyens de contestation à employer. Il est décidé que la FÉÉCUM et le MÉDÉ organiseront une manifestation à Fredericton : il n’y aura cependant qu’une cinquantaine d’étudiants pour répondre à l’appel le 3 décembre 1998 visant à sensibiliser le Cabinet du premier ministre Camille Thériault.

### Question de gel: les années 2000
Début février 2000, La FÉÉCUM organise une grève – comme plusieurs associations étudiantes au pays qui rejoignent le mouvement « Accès 2000 » de la FCÉÉ - afin de pousser le gouvernement fédéral à augmenter les subventions aux universités, lourdement réduites par la réforme Axworthy. Quelque 300 étudiants participent à une manifestation dans le cadre de l’événement.
Quelques semaines plus tard, suivant l’annonce d’une hausse des droits de scolarité de 24 % sur trois ans, un vote de grève est tenu. La motion passe avec 77,8 % des voix ; la grève étudiante devant immédiatement précéder celle des professeurs. Ce vote de grève, cependant, est invalidé par l’administration de l’Université qui remet en question sa représentativité. La FÉÉCUM décide néanmoins d’aller de l’avant, constatant l’inefficacité des autres moyens utilisés au cours des années précédentes.
La demande principale des étudiants était une solution au problème de sous-financement (ou de retard économique) de l’Université de Moncton, demande à laquelle l’ABPPUM faisait écho à la veille de déclencher sa propre grève. L’une des demandes précises de la FÉÉCUM était un financement spécifique à l’Université de Moncton, qui ne bénéficiait pas du long héritage ou des legs impartis aux universités anglophones de la province.
Une étude juridique est commandée par la FÉÉCUM au juriste acadien Michel Doucet afin d’examiner la validité d’une poursuite à l’intention du gouvernement provincial en vertu de l’article 16.1 de la Charte canadienne des droits et libertés, dans le but d’exiger un financement spécifique. Deux autres études sont également commandées par al FÉÉCUM, l’une portant sur le financement historique des universités du N-B, et l’autre portant sur l’analyse économique de la formule de financement de la CESPM, l’organisme gestionnaire du financement des universités du Nouveau-Brunswick.
Le 28 février 2000 des barricades sont érigées par les étudiants aux entrées du campus et la grève de 36 heures débute. Le gouvernement conservateur de l’époque, mené par Bernard Lord, fait la sourde oreille aux revendications de la FÉÉCUM, disant qu’il «est plus profitable [qu’on] nous présente des arguments fondés et solides qui réussissent à nous convaincre».
À l’automne 2001, les objectifs ont changé : le gel des droits de scolarité devient le cheval de bataille de la FÉÉCUM. Une étude de faisabilité est commandée à l’AÉNB, et la FÉÉCUM lance sa propre campagne de publicité intitulée «Les droits de scolarité : la seule chose qui ne gèle pas au Nouveau-Brunswick». Lorsque l’AÉNB vote de ne pas appuyer la campagne de la FÉÉCUM, cette dernière décide d’aller de l’avant malgré tout et se distancie graduellement de l’AÉNB, qu’elle juge de moins en moins apte à représenter ses membres francophones.
En février 2002, une campagne de sensibilisation à la condition étudiante est lancée par les étudiants de l’Université de Moncton, prenant pour symbole la boîte de Kraft Dinner. Des boîtes sont envoyées aux politiciens pour les inviter au « banquet de la réalité étudiante », en fait une manifestation prévue pour le 6 février. La procession de 250 étudiants, tenue par une température de -26 °C, part du campus pour se rendre au bureau du premier ministre à Moncton, devant lequel a lieu une dégustation du mets symbolique. Bernard Lord, absent, ne participe pas au festin.
Le 26 mars suivant, une centaine d’étudiants de Moncton manifestent devant l’Assemblée législative à Fredericton, revendiquant un gel des droits de scolarité. C’est la dernière des activités prévues par la FÉÉCUM dans sa campagne pour le gel des droits de scolarité.
Les 16 et 17 octobre 2002, la FÉÉCUM tient deux journées de grève, toujours pour revendiquer le gel des droits de scolarité, qui bloquent l’accès au campus pendant 35 heures. Les médias accordent une bonne couverture à l’événement, mais peu d’étudiants montent aux barricades.
Les étudiants vivent une brève victoire en janvier 2003 lorsque le premier ministre Bernard Lord annonce une hausse des subventions aux universités. Cependant., dès le 5 février, le recteur Yvon Fontaine annonce une hausse des droits de scolarité de 8 % pour l’année suivante.
La FÉÉCUM adapte sa stratégie en conséquence, centrant ses campagnes sur l’accessibilité et basant ses efforts sur des rencontres avec les politiciens et le Forum de concertation des organismes acadiens.
Le dépôt du rapport de la Commission L’Écuyer-Miner, en septembre 2007, et son rejet subséquent par le gouvernement libéral de Shawn Graham, minent les espoirs de la FÉÉCUM à l’égard de la Commission, qui avait entre autres recommandé de limiter la dette étudiante à 7000$/an, une subvention d’aide aux étudiants à faible revenu et des mesures d’aide au remboursement de la dette étudiante (toutes trois recommandées par la FÉÉCUM au printemps 2007).
Les Libéraux de Graham gèle toutefois les droits de scolarité au N-B entre 2008 et 2010 ; mais la FÉÉCUM déplore la mise en place d’une nouvelle « mesure universelle », lui préférant le plafond d’endettement recommandé par la Commission en 2007. Ces revendications sont au centre de la manifestation organisée sur le campus de l’Université de Moncton le 13 novembre 2008, qui regroupe plus de 200 personnes, dont des étudiants, des membres de l’ABPPUM et une représentante du recteur Yvon Fontaine. La FÉÉCUM fera circuler une pétition par la suite, chaque signataire recevant un carré rouge à porter en symbole de son endettement.
Un « plafond d’endettement » est annoncé au budget provincial de 2009-2010 : La Prestation du N-B pour l’achèvement des études dans le délai prévu prend la forme d’une « remise d’une partie du montant [du] prêt du Nouveau-Brunswick dépassant le seuil global de 26 000 $ ». Également, le budget assouplit les modalités de remboursement des prêts étudiants provinciaux en limitant les paiements à 20 % du revenu du diplômé, et en pardonnant toute dette non-remboursée après quinze ans.
Le retour des Conservateurs au pouvoir en 2010 marque un ralentissement du progrès amorcé sous le gouvernement Graham. Ce n’est qu’en 2011 que la FÉÉCUM pose deux gestes symboliques pour souligner l’incohérence des politiques du gouvernement en fait d’aide financière aux études. Le 26 janvier une classe est tenue dans le stationnement de l’aréna J-Louis Lévesque pour protester contre les coupures dans le budget d’infrastructures des universités du N-B; le 30 novembre, pour protester contre le rétablissement du calcul de la contribution parentale dans la formule d’aide financière aux étudiants, deux étudiants du campus de Moncton se marient (mariage non-légal) et l’affaire fait le tour des médias.
Le 4 avril 2012, une manifestation protestant contre l’absence d’enjeux postsecondaires dans le budget présenté quelques jours auparavant par le gouvernement provincial regroupe 250 étudiants, menés par la présidente de la FÉÉCUM, Joëlle Martin. Seul un petit groupe se sépare de la procession, vers la fin, pour prendre d’assaut le 2e étage de l’Édifice Taillon, sous l’impulsion de Simon Ouellette, pour aller demander des comptes au recteur et vice-recteurs.
Le lobbying auprès du gouvernement demeure l’activité principale de la FÉÉCUM jusqu’à l’arrivée de l’exécutif 2013-2014, dont le premier acte est une manifestation à l’extérieur de la salle ou se tenait la rencontre du Conseil des gouverneurs, ces derniers devant voter l’augmentation de 1 000 $ (11 %) des frais de scolarité pour les étudiants internationaux. Beaucoup de grabuge, et de légers dommages causés par la centaine d’étudiants présents au 2e étage de l’édifice Taillon n’arrêtent pas les gouverneurs de faire passer la proposition.
Il s’ensuit une campagne médiatique féroce, où la FÉÉCUM entreprend non seulement de dénoncer les politiques financières de l’Université de Moncton, mais également le manque de transparence de l’administration, l’intimidation qui prend place à tous les échelons de la culture universitaire, en plus d’ajouter sa voix à d’autres causes d’importance pour la communauté étudiante et acadienne. Afin d’entamer un rapprochement avec la population de la province, le président Kevin Arseneau et le vice-président exécutif Simon Ouellette partent en tournée provinciale pour sensibiliser les gens du N-B à la condition étudiante et à l’état lamentable de la discussion et de l’engagement envers l’éducation venant du gouvernement provincial.

## Dossiers externes
Au fil des années, la FÉÉCUM a également ajouté sa voix aux débats touchant la société acadienne et francophone de la province, en plus de sa population étudiante.

### Bilinguisme dans la ville de Moncton
Le bilinguisme dans la ville de Moncton a été l’un des dossiers privilégiés par la FÉÉCUM, l’autre étant la condition ouvrière et l’accès à l’assurance-chômage, tous deux principalement au cours des années 1960 et 1970.
Le 17 février 1972, près de 3000 francophones sont réunis au parc Victoria pour dénoncer les propos du maire Leonard Jones, qui a qualifié le bilinguisme à Moncton de « discriminatoire vis-à-vis les 67 % de [la] population qui est unilingue anglaise », à la suite d'une demande d'un groupe d'étudiants auprès du conseil municipal dans le but de conduire une étude de faisabilité. Les étudiants de l'Université des écoles secondaires de Moncton sont présents en grands nombres à la manifestation, qui prend la forme d'une procession funèbre où les manifestants transportent un cercueil symbolisant la peur des Acadiens jusqu'à l'hôtel de ville de Moncton, où il est enterré.

### Condition des travailleurs du Nouveau-Brunswick
La question du chômage chez les travailleurs du Nord du Nouveau-Brunswick préoccupe la FÉUM au cours des années 1970. En 1976 la Fédération s'allie aux travailleurs pour manifester contre les mesures anti-inflationnistes ; en 1979 la FÉUM ajoute sa voix à celle des travailleurs dénonçant le projet de loi C-14 sur l'assurance-chômage.
La FÉUM/FÉÉCUM a souvent, de plus, appuyé les projets et démarches d'organismes acadiens visant le bien de la communauté, dont les demandes de la Société nationale de l'Acadie (SNA) et de la Société de l'Acadie du Nouveau-Brunswick (SANB) pour la dualité linguistique au sein du ministère de l'Éducation.

### Associations provinciales et nationales
Pendant les années 1980 la FÉUM se joint à plusieurs associations étudiantes provinciales et nationales. En 1981 la FÉUM se joint à la Fédération canadienne des étudiants et étudiantes (FCÉÉ), et participe dès 1982 à quelques campagnes nationales lancées par celle-ci; il est à noter que l'occupation de l'édifice Taillon, en 1982, reçoit un large support venant d'autres associations-membres de la FCÉ partout au Canada.
Entre 1984 et 1987, soit au cours des mandats de Bernard Lord à la tête de la FÉUM, la Fédération prend une part active dans la création de l'Alliance étudiante du Nouveau-Brunswick (AÉNB), un organisme regroupant des représentants des quatre associations étudiantes universitaires de la province, à des fins de lobbying auprès du gouvernement. La participation de la FÉUM (devenue FÉÉCUM en 1988) à l'AÉNB est cependant souvent remise en question à la suite du départ de M. Lord à la présidence. En 2002, lorsque l'AÉNB renonce à appuyer la campagne de la FÉÉCUM pour le gel des droits de scolarité, le fossé entre les deux organisations s'accentue.
En 1993, la FÉÉCUM quitte la Fédération canadienne des étudiants et étudiantes (FCÉÉ), en citant «la représentativité inefficace et son manque de services». Le bilinguisme de l'association canadienne laissant notamment à désirer.
En 2006, la FÉÉCUM se joint à une nouvelle association universitaire canadienne, L'Alliance canadienne des associations étudiantes (ACAÉ). La présidente de la FÉÉCUM, Tina Robichaud, agit à titre de présidente de l'association en 2009-2010.
Le bilinguisme et la représentativité de la FCÉÉ et de l'AÉNB laissent cependant souvent à désirer, et c'est pour cette raison que la FÉÉCUM se retire de la FCÉÉ en 1993, puis de l'ACAÉ en 2012.

## Dossiers internes

### Situation linguistique sur le campus
À la fin des années 1970, certains cours se donnent en anglais, et plusieurs utilisent des manuels de langue anglaise sur le campus de Moncton. En effet, une étude publiée en 1977 par la FÉUM (appuyée de professeurs et membres de la communauté) révèle au public que 58 % des manuels de cours sont en anglais. Constatant une présence marquée de l’anglais dans les conversations, comme dans l’affichage sur le campus, plusieurs étudiants considèrent que la mission de l’Université, soit de « servir d’abord et avant tout la communauté francophone et acadienne », est laissée de côté par l’institution.
Le recteur de l’époque, Jean Cadieux, rejette une partie du blâme sur les étudiants, et ne tient pas compte de l’étude de la FÉUM, du moins dans un premier temps. Mais à la suite des efforts de la FÉUM quant à la promotion de son étude, et de sa vision de l’état du français par le biais d’une campagne de sensibilisation auprès de la communauté acadienne, le recteur reconnaît les problèmes linguistiques de l’Université de Moncton et réaffirme la mission de l’institution, tout en sollicitant l’aide des étudiants dans le redressement de la situation . La FÉUM répond à l’appel en adoptant une politique voulant que toutes les activités se déroulant au Kacho (le bar étudiant) se déroulent en français.

### Restructuration et grève des professeurs
En décembre 1999, le recteur Jean-Bernard Robichaud propose une réforme fusionnant certaines facultés, rapport dont les recommandations sont vertement dénoncées par la FÉÉCUM et l’ABPPUM. Lorsqu’appelé à trancher le vote au Sénat académique de l’institution concernant le fusionnement de la faculté des Arts et celle des Sciences sociales, le recteur (et président du Sénat) appuie la proposition.
La réforme est immédiatement contestée par la FÉÉCUM et l’ABPPUM, mais celle-ci sera néanmoins entérinée peu après par le Conseil des gouverneurs de l’Université.
Le 25 janvier 2000, l’ABPPUM et l’administration de l’Université sont devant les tribunaux pour régler deux griefs déposés en lien avec la réforme, qui modifie les conditions de travail des professeurs. La tension monte, et L’ABPPUM déclenche peu après la première grève syndicale de son histoire, qui durera trente-cinq jours. Pendant la grève, la FÉÉCUM intercède auprès des deux parties afin de les ramener à la table des négociations, afin d’éviter l’annulation du semestre.
Un jour avant la date ultime, une entente est conclue; le président de la FÉÉCUM, René Boudreau, a joué un rôle important dans le rapprochement des parties; l’entente signée inclut par ailleurs une indemnité de 100 $ aux étudiants pour le mois de scolarité perdu.

### Évaluation des professeurs
En 1984, suivant une recommandation de la FÉUM, un comité tripartite est créé pour étudier la mise en place d’un processus régulier d’évaluation formative des professeurs de l’Université de Moncton. Le rapport du comité, remis au CA de la FÉUM le 6 octobre 1987, préconise que les résultats de cette évaluation ne soient pas rendus disponibles aux étudiants. Convoquant une AGA extraordinaire, la FÉUM rejette les conclusions du rapport et entreprend de distribuer et de gérer sa propre évaluation des professeurs, indépendante.
Au printemps 1988, la FÉUM encourage ses membres à boycotter l’évaluation des professeurs distribuée par l’ABPPUM et l’administration universitaire, en plus de soumettre son propre formulaire aux étudiants.
En 1990, une entente entre la FÉUM et l’ABPPUM permet d’intégrer le formulaire de la FÉUM à celui des professeurs, ce qui fait que l’évaluation se compose désormais de deux formulaires remis simultanément. Or, seuls les résultats de l’évaluation de la FÉÉCUM sont dévoilés aux étudiants. Renégociée en 1993, et une nouvelle fois en 2006, l’entente prévoit éventuellement un seul formulaire d’évaluation, géré par l’administration. Cependant, la nouvelle entente collective de l’ABPPUM interdisant la divulgation de toute évaluation administrée par l’Université, les étudiants se voient à nouveau refuser l’accès aux données du formulaire d’évaluation.
La FÉÉCUM encourage un boycott de l’évaluation, puis distribue, le semestre suivant, une feuille identique à celle de l’administration lors de l’évaluation, avec le slogan « Même formulaire. Même exactes réponses. C’est niaiseux de même ». Plusieurs professeurs refusent carrément de distribuer cette seconde feuille ; l’année suivante, la FÉÉCUM reprend son ancien système d’évaluation.

### Ombudsman
Le projet de doter le campus de Moncton d’un protecteur des droits des étudiants – sous une forme ou une autre, incluant un ombudsman - voit le jour à la FÉUM au début des années 1970. En 1971, la FÉUM propose la formation d’un comité de protection des droits étudiants; elle étudie la question à nouveau en 1977-78, proposant cette fois d’ajouter un comité de sensibilisation aux droits étudiants.
La demande pour un ombudsman à l’Université de Moncton surgit après le dépôt d’un rapport de l’Association canadienne des professeurs d'université sur la liberté d’expression à l’Université de Moncton. C’est sur le rapport de cette enquête que la FÉUM appuie sa première revendication en faveur d’un poste d’ombudsman à l’Université de Moncton, en 1986. L’ABPPUM, de son côté, réagit au rapport en revendiquant un protecteur universitaire.
Un comité tripartite est ensuite formé pour étudier la mise en place un tel poste, sans réaliser de réel progrès.
En 2007, la FÉÉCUM instaure son propre système de gestion des plaintes étudiantes ; l’abondance des plaintes reçues confirme le besoin d’un ombudsman. Des négociations reprennent entre la FÉÉCUM et l’Université, sans aboutir.
À l'été 2013, la FÉÉCUM et l’ABPPUM réclament à nouveau, cette fois d’une même voix, la création d’un poste d’ombudsman, et le recteur nouvellement en poste, Raymond Théberge, semble d'accord pour aller de l'avant avec la création du poste.

### Les espaces étudiants
Il a fallu attendre 1993 pour voir l’ouverture d’un espace étudiant sur le campus de l’Université de Moncton. Le Centre étudiant, projeté dès 1966  sous un nom ou une forme quelconque, ne devient réalité que près de trente ans plus tard. L’espace, construit au coût de 3,3 millions de dollars, puis agrandi pour inclure une seconde phase en 2005, abrite les bureaux de la FÉÉCUM, ainsi que ceux des Services aux étudiants, un guichet de services universitaires, le Service des loisirs universitaires et sa billetterie, ainsi que le club/bar étudiant (depuis 2013, les services alimentaires ont remplacé ce dernier).
Il demeure que l’espace étudiant de prédilection sur le campus a toujours été le bar étudiant. Cet espace a occupé divers locaux et changé de nom à plusieurs reprises au fil des années, mais est toujours demeuré un lieu de rencontre, de réunion, et d’ébullition culturelle sur le campus de l'Université de Moncton. Il convient de mentionner que le premier bar étudiant à l’Université de Moncton, le Kacho, bénéficie d’un statut quasi-mythique dans l’univers culturel de la ville.
Le Kacho, situé au sous-sol du pavillon Léopold-Taillon, a été le bar étudiant du campus de Moncton entre 1966 et 1996 ; pendant longtemps le lieu-phare de la culture «underground» acadienne, qui ne pouvait s’exprimer librement nulle part ailleurs dans Moncton, la légende du Kacho a fait en 2002 l’objet d’un documentaire de Paul Bossé, Kacho Komplo.
En 1996, le Kacho ferme ses portes (largement en raison de difficultés financières ) et les étudiants doivent se rabattre sur le Bistro au Frolic, ouvert depuis 1993 dans le nouveau Centre étudiant. Suivre dans les traces du Kacho n’était pas mince affaire, et il existe peu de souvenirs étudiants liés au Frolic. Cependant. L’exploitation de deux bars étudiants sur le même campus ne s’avère pas rentable pour les gestionnaires et dès la rentrée 1997 toutes les soirées étudiantes sont tenues dans un seul et même espace, au Centre étudiant.
L’Osmose – c’est ainsi que l’espace du Frolic est renommé - sera le bar étudiant du campus de Moncton entre 1997 et 2010, année où la section club cessera ses opérations, encore une fois pour des raisons financières, mais également légales en raison de l’accueil de mineurs dans l’établissement. Le manque d’affluence de la population étudiante, attirée par les autres clubs de Moncton, a également son rôle è jouer dans la fermeture. En plus de l’Osmose, deux autres espaces sont successivement aménagés, et opérés conjointement avec le club; le Café l’Osmose et le pub étudiant Le Tonneau (ce dernier réservé un temps aux 19 ans et plus).
L’Osmose ferme définitivement ses portes  en 2012-2013. Des rénovations majeures sont apportées dans l’espace vacant pour y aménager un nouveau resto-lounge, géré en partenariat par la FÉÉCUM et les services alimentaires de l’Université de Moncton (qui assume le risque financier). Pendant les rénovations, un bar étudiant est temporairement aménagé dans un autre espace du Centre étudiant, et porte le nom Le Coude. L’espace demeure entre les mains de la FÉÉCUM, mais cesse toute activité commerciale dès l’ouverture du resto-bar le Soixante-trois, à la rentrée 2013. L’espace rénové comprend toujours un bar et une salle de spectacle, qui sont gérés en soirée par la FÉÉCUM.

### Les médias étudiants
En 1970, le secrétaire général de la FÉUM, Gaëtan Ruest, propose la création d’un journal et d’une radio pour reconstruire la solidarité étudiante effritée par deux ans de grèves et de contestations. La gestion des médias étudiants est, à compter de 1976, l’affaire de la compagnie étudiante Média Unimon, qui tente d’en rentabiliser les opérations . En 1981, Média Unimon devient les Médias acadiens universitaires, Inc (MAUI) .
Des journaux étudiants existent sur le campus de l’Université de Moncton dès 1967. Se succédant d’année en année, et se faisant parfois compétition, ces journaux portent des noms aussi créatifs que, parfois, obscurs :
- L’Insecte (1967-1968)
- Le Microbe (1968-1969)
- La Moustache (1969)
- Le Point (1970)
- L’Embryon (1970-1971)
- La Mèche (1972)
- FÉUM Information (1972-1973)
- La Jaunisse (1973-1977)
- Le Front (1977-présent)
- Le Superfront (1979)
- Le Journal Étudiant (1980)

CKUM, la radio étudiante du campus de Moncton, entre en ondes le 2 décembre 1971. Diffusée sur la fréquence AM à l’échelle du campus entre 1971 et 1981, elle passe à la fréquence FM en 1982. La radio étudiante de l’UMCM est rebaptisée CKUM R@dio J en 1999, dans le cadre du Sommet de la Francophonie se tenant à Moncton.
En 2010, la constitution des MAUI est amendée afin d’en faire une entité financièrement indépendante de la FÉÉCUM, et ayant plein contrôle des médias étudiants de l’UMCM.